# 德國國防軍陸軍第547擲彈兵師
第547擲彈兵師（德語：547. Grenadier-Division）是納粹德國國防軍陸軍的一個步兵師。該師於1944年7月組建。
該師組建後，於同年10月改編為第547國民擲彈兵師（德語：547. Volksgrenadier-Division）。
該師改編前後，一直在東線作戰，1945年2月在東普魯士被殲。
1945年4月，該師再次組建，部署在奧得河前線對抗紅軍，計畫保衛柏林。同年5月，該師在梅克倫堡什未林附近向美軍投降。

## 註腳
1. ↑  Mitcham（2007年）